# Stari Skucani
Stari Skucani – wieś w Chorwacji, w żupanii bielowarsko-bilogorskiej, w gminie Kapela. W 2011 roku liczyła 129 mieszkańców.